# Херст, Лидия
Ли́дия Мари́ Херст-Шоу (англ. Lydia Marie Hearst-Shaw), более известная как Лидия Херст (англ. Lydia Hearst, род. 19 сентября 1984, Уилтон, Коннектикут) — американская актриса

, модель, блогер о стиле жизни и наследница части состояния медиаконгломерата, который основал её прадедушка по материнской линии Уильям Рэндольф Херст. Её матерью является Патрисия Кэмпбелл Херст.

## Ранняя жизнь
Окончив среднюю школу, Уилтон Херст поступила в Университет Святейшего Сердца, где специализировалась в области коммуникаций и технологий, пока не была открыта модным фотографом Стивеном Мейзелом в 2003 году.

## Карьера

### Модельная карьера

#### Журналы и модные показы
Знаменитый фотограф Стивен Мейзел снял Херст на её первую обложку журнала Vogue Italia в апреле 2004 года. Позже модель украсила бесчисленные журналы мод Италии, Франции, Кореи, Японии, Латинской Америки и Соединённых Штатов. Она работала с величайшими фотографами мира, такими как Стивен Мейзел, Патрик Демаршелье, Эллен фон Унверт, Марио Тестино, Паоло Роверси, Инез Ван Ламсвеерде и Винуд Матадин, Беттина Реймс, Марк Абрамс, Питер Линдберг, Терри Ричардсон.
В 2008 году на Michael Awards Лидия была признана моделью года, а 12 ноября того же Madrid Glamour Awards она получила награду как «Лучшая международная супермодель».
Херст принимала участие во многих, среди которых показы таких модных домов, как Chanel, Fendi, Rebecca Taylor, Catherine Malandrino, Twinkle, Nicole Miller, Three As Four и Jeremy Scott.

#### Реклама
Херст появился в рекламных кампаниях Prada, Louis Vuitton, Alexander McQueen, Bottega Veneta, Sephora, L’Oréal Ferria, DKNY, MYLA Lingerie, H&M, NARS Cosmetics, MAC Cosmetics, Miss Me Jeans, Moschino Cheap & Chic. В 2007 году она появилась в рекламе Puma’s French 77, который предоставил ей шанс спроектировать линию сумок для коллекции.
Весной 2012 года компания Swarovski запустила рекламную кампанию Heart Truth, назначив Херст в качестве своего посла. Эта кампания была общенациональной информационно-пропагандистской, направленной на расширение прав и возможностей женщин, с целью улучшить здоровье сердца под эгидой Института лёгких National Heart.

### Журналистика
Херст краткое время вела колонку в недолго просуществовавшем журнале Page Six, который выходил приложением к воскресному номеру New York Post. Она появилась на обложке в выпуске этого журнала от 30 сентября 2007 года.
С тех пор она запустила блог об образе жизни и моде, который регулярно обновляет.

### Актёрская карьера
Будучи ребёнком, Лидия проводила время на съёмках фильмов Джона Уотерса со своей матерью Патрисией. Это вдохновило Херст начать карьеру в сфере развлечений.

## Личная жизнь
20 августа 2016 года Херст вышла замуж за Криса Хардвика, с которым встречалась два года до брака. У супругов есть дочь Димити Фаченте Херст-Хардвик (род. 29 января 2022).

## Фильмография
| Год  |     | Русское название                | Оригинальное название          | Роль             |
| ---- | --- | ------------------------------- | ------------------------------ | ---------------- |
| 2004 | кор |                                 | Ladies Room                    |                  |
| 2008 | ф   | Последний международный плейбой | The Last International Playboy | Стелла           |
| 2008 | с   | Сплетница                       | Gossip Girl                    | Амелия           |
| 2009 | кор |                                 | This Must Be the Place         | Лидия            |
| 2012 | ф   | Где ты ночевал прошлой ночью?   | Amnesia                        | Микаэла          |
| 2012 | ф   | Два Джека                       | 2 Jacks                        | Алексис          |
| 2013 | с   | Любовницы                       | Mistresses                     | Стори            |
| 2013 | ф   | Делириум                        | Delirium                       | Дженнифер        |
| 2014 | ф   | Лихорадка: Пациент Зеро         | Cabin Fever: Patient Zero      | Бриджет          |
| 2014 | кор |                                 | Automobile Waltz               | Пенелопа         |
| 2014 | ф   | Цирюльник                       | The Barber                     | Мелисса          |
| 2014 | кор | Желание                         | Desire                         | Пенелопа         |
| 2015 | ф   | #Хоррор                         | #Horror                        | Лиза             |
| 2015 | ф   | Приговорённые                   | Condemned                      | Тесс             |
| 2015 | с   | К югу от ада                    | South of Hell                  | Шарлотта Робертс |
| 2015 | ф   |                                 | Stealing Chanel                | Шанель           |
| 2015 | кор | Другая Кейт                     | The other Kate                 | Кейт             |
| 2015 | ф   |                                 | Beneath the Leaves             | Бетани           |
| 2016 | ф   |                                 | Guys Reading Poems             | актриса          |
| 2016 | ф   |                                 | Two for One                    | Эми              |
| 2016 | ф   |                                 | Intuition                      |                  |
| 2016 | ф   |                                 | The Downside of Bliss          | Блисс Дерек      |
| 2017 | ф   |                                 | Swing State                    | Джулия Дэвис     |
| 2018 | ф   | Между мирами                    | Between Worlds                 | Мэри             |
| 2018 | с   | Нация Z                         | Z Nation                       | Пандора          |